# Erika Liebman
Erika Liebman, född 1738 (döpt 5 juni 1738) i Lunds domkyrkoförsamling, Malmöhus län, död som Erika Sommar 11 september 1803 Ingelstorps socken, Kristianstads län, var en svensk akademiker och poet. 
Liebman var troligen den första kvinnliga studenten på Lunds universitet.
Hon var dotter till Reinhold Liebman vid Lunds universitet. Därför tilläts hon att delta i undervisningen och lära sig allt som dess manliga elever fick. Därmed torde hon räknas som den kanske första svenska kvinna som fick studera vid universitet i någon form. Som vuxen fortsatte hon sina studier, något som på grund av hennes kön väckte stor uppmärksamhet. 
I november 1756 publicerades en dikt på latin av henne i Svenska Merkurius:
Egregias, Scharffi, virtutes optime tractas,

Et quæris genii spargere dona tui.

Ipsa tuos laudo conatus; grator et opto,

Istud quod tractas, sedulitate probes.
Hon gifte sig 1761 med prosten Magnus Sommar i Ingelstorp.